# Туоми, Олави
Матти Олави «Ола» Туоми (фин. Matti Olavi Tuomi; 22 мая 1932, Хельсинки — 14 ноября 2006, Хельсинки, Финляндия) — финский кинооператор, главный осветитель и актёр.
Туоми начал работать в Suomen Filmiteollisuus в возрасте 15 лет. Его первая главная работа была оператором в фильме Эдвина Лайне «Неизвестный солдат» (Tuntematon sotilas) (1955). Он продолжал работать с ним в качестве оператора и помощника режиссёра вплоть до конца карьеры Лайне.
Туоми так же работал в нескольких фильмах Аки Каурисмяки: «Девушка со спичечной фабрики»(Tulitikkutehtaan tyttö), «Вдаль уплывают облака» (Kauas pilvet karkaavat) и «Человек без прошлого» (Mies vailla menneisyyttä). Так же изредка он появлялся в фильмах в качестве актера.
Олави Туоми за время своей карьеры снял более 40 фильмов и получил три премии Юсси за лучшую операторскую работу;

## Награды
- Pojat (1962)
- Isä meidän (1993)
- Merisairas (1996).

## Избранная фильмография

### Актёр
- Человек без прошлого (Mies vailla menneisyyttä) 2002
- Неизвестный солдат (Tuntematon sotilas) 1955
- Свен Туува (Sven Tuuva) 1958

### Оператор
- Аксели и Элина (Akseli ja Elina) 1970
- Здесь, под Полярной звездой (Täällä Pohjantähden alla)1968
- Мальчишки (Pojat) 1962
- Скандал в женской гимназии (Skandaali tyttökoulussa) 1960
- Приключения учительницы (Opettajatar seikkailee) 1960
- Ошибка комиссара Пальму (Komisario Palmun erehdys) 1960
- Свен Туува (Sven Tuuva) 1958
- Murheenkryynin poika 1958
- Неизвестный солдат (Tuntematon sotilas) 1955